# أبريل 2006
أبريل 2006 هو الشهر الرابع من عام 2006. بدأ الشهر يوم السبت، وانتهى يوم الأحد بعد 30 يومًا.

## بوابة:أحداث جارية
| \| 1 أبريل 2006 (السبت) \| عدل \| تاريخ \| راقب \| تصفح \| |     |       |      |      |
| - استجواب قبطان السفينة البحرينية الغارقة التي أدت إلى مقتل 57 شخصا وقال المدعون العامون في البحرين ان القبطان لا يبدو مؤهلا لقيادة السفينة - في خطوة أثارت مخاوف الولايات المتحدة وإسرائيل، أعلن الجيش الإيراني الجمعة عن تجربة ناجحة لإطلاق صاروخ باليستي قادر على مراوغة أجهزة الرادار ويمكنه إصابة عدة أهداف في آن واحد باستخدام رؤوس حربية متعددة - في معرض الدفاع عن غزو العراق 2003 اعترفت وزيرة الخارجية الأمريكية كوندوليزا رايس الجمعة، بارتكاب إدارة الرئيس جورج دبليو بوش لـ"الآلاف من الأخطاء" في العراق . - رتفع ضحايا ثلاث هزات أرضية ضربت غربي إيران الجمعة إلى 70 قتيلاً و1200 جريحاً بالإضافة إلى الآلاف من المشردين |     |       |      |      |
| 1 أبريل 2006 (السبت) | عدل | تاريخ | راقب | تصفح |

| 1 أبريل 2006 (السبت) | عدل | تاريخ | راقب | تصفح |

| \| 2 أبريل 2006 (الأحد) \| عدل \| تاريخ \| راقب \| تصفح \| |     |       |      |      |
| - وصلت وزيرة الخارجية الأمريكية كوندوليزا رايس إلى العاصمة العراقية بغداد بصحبة نظيرها البريطاني جاك سترو لمناقشة جهود تشكيل حكومة وطنية، بحسب مصادر السفارة البريطانية في العراق . - اعتقلت أجهزة الأمن المصرية زعيم حزب الوفد المعزول نعمان جمعة، بعد ساعات من قيامه بمحاولة اقتحام مقر الحزب السبت، مما أدى إلى حدوث اشتباكات بين أنصاره ومؤيدي زعماء الحزب المنافسين - ارتفع عدد قتلى القوات الأمريكية في العراق، منذ بداية غزو العراق 2003، إلى 2330 قتيلاً، وذلك في أعقاب مصرع جنديين السبت بانفجار عبوة ناسفة في وسط بغداد، استهدفت دوريتهم. وفي الأثناء ما زال التحقيق حول تحطم مروحية عسكرية أمريكية في العراق قيد التحقيق - شهد الدور السادس عشر من تصفيات دوري أبطال أفريقيا لكرة القدم تألقا عربيا جديدا، بتأهل كل من الأهلي المصري الجزائري والهلال السوداني، في انتظار إجراء بقية المباريات السبت والأحد، حيث من المتوقع أن يعزز العرب من حضورهم في الدور القادم مع خوض بقية ممثلي تونس والمغرب مبارياتهم |     |       |      |      |
| 2 أبريل 2006 (الأحد) | عدل | تاريخ | راقب | تصفح |

| 2 أبريل 2006 (الأحد) | عدل | تاريخ | راقب | تصفح |

| \| 3 أبريل 2006 (الإثنين) \| عدل \| تاريخ \| راقب \| تصفح \| |     |       |      |      |
| - توفي الاثنين الشاعر والاديب ا لسوري الكبير محمد الماغوط عن 72 عاما بعد صراع طويل مع المرض الذي اقعده, الشاعر الذي له العديد من المؤلفات الشعرية وأهمها "حزن في ضوء القمر" و"غرفة بملايين الجدران", ومن أهم مؤلفاته المسرحية الناقدة ضيعة تشرين - شقائق النعمان - الارجوحة - غربة - كاسك ياوطن - خارج السرب.(ميدا أيست أونلاين) |     |       |      |      |
| 3 أبريل 2006 (الإثنين) | عدل | تاريخ | راقب | تصفح |

| 3 أبريل 2006 (الإثنين) | عدل | تاريخ | راقب | تصفح |

| \| 4 أبريل 2006 (الثلاثاء) \| عدل \| تاريخ \| راقب \| تصفح \| |     |       |      |      |
| - قال أطباء في القدس إن العملية الجراحية التي كان من المقرر إجراؤها لأرييل شارون سوف تؤجل بسبب التهاب رئوي يعاني منه. وكان المسؤولون قد قالوا إن العملية الجراحية في الدماغ ستجرى بعد ظهر اليوم الثلاثاء وتهدف إلى إعادة جزء من جمجمته التي أزيلت خلال عملية سابقة بعد أن عانى من جلطة حادة في الرابع من كانون الثاني / يناير من هذا العام. بي بي سي |     |       |      |      |
| 4 أبريل 2006 (الثلاثاء) | عدل | تاريخ | راقب | تصفح |

| 4 أبريل 2006 (الثلاثاء) | عدل | تاريخ | راقب | تصفح |

| \| 5 أبريل 2006 (الأربعاء) \| عدل \| تاريخ \| راقب \| تصفح \| |     |       |      |      |
| - - توفي في دمشق اليوم الكاتب والروائي السوري عبد السلام العجيلي عن عمر يناهز 88 عاما بعد صراع طويل مع المرض. ويعد العجيلى أحد أهم أعلام القصة والرواية المعاصرين في سورية والوطن العربى. له ديوان شعر الليالي والنجوم وأكثر من 40 كتابا في الرواية والقصة والشعر.الجزيرة نت |     |       |      |      |
| 5 أبريل 2006 (الأربعاء) | عدل | تاريخ | راقب | تصفح |

| 5 أبريل 2006 (الأربعاء) | عدل | تاريخ | راقب | تصفح |

| \| 6 أبريل 2006 (الخميس) \| عدل \| تاريخ \| راقب \| تصفح \| |     |       |      |      |
| - - أعلن أن طاقم البعثة الثانية عشرة على متن المحطة الفضائية الدولية المتألف من رائدي الفضاء الروسي فاليري توكاريف والأمريكي وليام مكارتور سيعود إلى الأرض ليلة 9 أبريل. وسيعود معهما إلى الأرض رائد الفضاء البرازيلي الأول ماركوس بونتيس الذي وصل إلى المحطة مع طاقم البعثة الثالثة عشرة. وسيتم الإشراف على عودة الطاقم من المدار من مركز إدارة التحليقات الفضائية في ضواحي موسكو. (وكالة ريا نوفوستي) - مجلس النواب الأميركي يقر مشروع قانون يهدف إلى منع ما وصفه بالفظائع التي ترتكب في إقليم دارفور في السودان. (الجزيرة نت) - - في مصر، تم اكتشاف إصابتين بشريتين جديدتين بفيروس إنفلوانزا الطيور "H5N1" مما يرفع الإصابات إلى 11. (الجزيرة نت) - - الرئيس الإسرائيلي موشيه كتساف قرر تكليف رئيس الوزراء بالوكالة إيهود أولمرت بتشكيل الحكومة الجديدة بعد فوز حزب كاديما بأكبر عدد من مقاعد البرلمان. (الجزيرة نت) - - الاحتلال الإسرائيلي احتجزت وزير شؤون القدس في الحكومة الفلسطينية التي تقودها حركة المقاومة الإسلامية. (الجزيرة نت) - - جثث جديدة في بغداد وكركوك، واعتقال مساعد للزرقاوي. (الجزيرة نت) - - الجلسة رقم 19 في محاكمة الرئيس العراقي صدام حسين، استجواب رئيس محكمة الثورة عواد البندر بخصوص بقضية الدجيل. (الجزيرة نت) - طهران تحذر أنها ستدخل بقواتها العسكرية مضيق هرمز ضمن إستراتيجيتها العسكرية إذا ما تعرضت لهجوم من قبل الولايات المتحدة. (الجزيرة نت) - - سستضيف فيينا 7 أبريل 2006 مؤتمرا للأئمة المسلمين في أوروبا يستمر ثلاثة أيام، ويناقش قضايا عديدة منها حرية الرأي إثر الجدل الذي ثار على خلفية الرسوم الكاريكاتورية المسيئة للنبي محمد صلى الله عليه وسلم. (الجزيرة نت) |     |       |      |      |
| 6 أبريل 2006 (الخميس) | عدل | تاريخ | راقب | تصفح |

| 6 أبريل 2006 (الخميس) | عدل | تاريخ | راقب | تصفح |

| \| 7 أبريل 2006 (الجمعة) \| عدل \| تاريخ \| راقب \| تصفح \|                                                                                             |     |       |      |      |
| - قالت مصادر في الشرطة العراقية إن مسلحين شنا هجومين انتحاريين على مسجد للشيعة في العاصمة العراقية بغداد مما أدى إلى مقتل 20 شخصا على الأقل. (بي بي سي) |     |       |      |      |
| 7 أبريل 2006 (الجمعة) | عدل | تاريخ | راقب | تصفح |

| 7 أبريل 2006 (الجمعة) | عدل | تاريخ | راقب | تصفح |

| \| 8 أبريل 2006 (السبت) \| عدل \| تاريخ \| راقب \| تصفح \| |     |       |      |      |
| - فرضت حكومة نيبال حظرا للتجول خلال ساعات النهار في العاصمة كتماندو، وقطعت خطوط الهاتف النقال والإنترنت لمنع قيام تظاهرات مناهضة للملك غيانندرا مقرر تنظيمها هذا اليوم من قبل أحزاب المعارضة التي تطالب الملك بالتخلي عن الحكم وإعادة الديمقراطية للبلاد. (الجزيرة نت) - قتل ثلاثة أشخاص من بينهم شرطي وجرح سبعة آخرون على الأقل من بينهم مدني أجنبي في ما يعتقد أنه انفجار انتحاري على قاعدة لحلف شمال الأطلسي في مدينة هيرات غرب أفغانستان. (بي بي سي) - موجة جديدة من الأعاصير والعواصف العنيفة تجتاح ولاية تينيسي الوسطى الأمريكية مما أدى إلى مصرع 11 شخصا على الأقل وحدوث أضرار مادية واسعة بالإضافة لانقطاع التيار الكهربائي عن آلاف المنازل في الولاية. (بي بي سي) |     |       |      |      |
| 8 أبريل 2006 (السبت) | عدل | تاريخ | راقب | تصفح |

| 8 أبريل 2006 (السبت) | عدل | تاريخ | راقب | تصفح |

| \| 9 أبريل 2006 (الأحد) \| عدل \| تاريخ \| راقب \| تصفح \| |     |       |      |      |
| - حذر الرئيس المصري آنذاك محمد حسني مبارك من أن العنف في العراق وصل حد الحرب الأهلية التي قد تمتد خارج الحدود العراقية . - بدأ الناخبون الإيطاليون بالتوجه إلى مراكز الإقتراع للمشاركة في الانتخابات العامة التي تدوم ليومين ويتوقع ان تشهد تنافسا محموما بين رئيس الحكومة الحالي سيلفيو برلسكوني ومنافسه عن احزاب اليسار والوسط رومانو برودي . - قتل ستة أشخاص في انفجار سيارة مفخخة السبت قرب مرقد شيعي بجنوب بغداد، فيما ارتفع عدد قتلى أعنف هجوم خلال العام الحالي إلى 85 قتيلاً، وفي الوقت نفسه حذر مسؤول رفيع المستوى من أن العراق ينزلق نحو "حرب أهلية غير معلنة" لا يمكن الحيلولة دون وقوعها إلا بتشكيل حكومة قوية . - أعلنت وزارة الخارجية الأمريكية، أن إدارة الرئيس جورج دبليو بوش ستجمّد مساعداتها للحكومة الفلسطينية . |     |       |      |      |
| 9 أبريل 2006 (الأحد) | عدل | تاريخ | راقب | تصفح |

| 9 أبريل 2006 (الأحد) | عدل | تاريخ | راقب | تصفح |

| \| 10 أبريل 2006 (الإثنين) \| عدل \| تاريخ \| راقب \| تصفح \| |     |       |      |      |
| - جدد الزعماء السياسيون الاكراد في العراق رفضهم لاستمرار إبراهيم الجعفري رئيسا للوزراء، وقالوا إن رفضهم نهائي . - قال كبير المستشاريين العلميين للحكومة البريطانية ان خطر تحور فيروس إنفلونزا الطيور إلى نمط قادر على الانتقال بين البشر يعتبر "ضئيلا للغاية". وان التكهنات بحتمية حصول وباء انفلونزا عالمي هو امر غير صحيح . - أطلقت الشرطة النيبالية العيارات المطاطية وقنابل الغاز المسيل للدموع في العاصمة كاثماندو باتجاه متظاهرين مطالبين الملك جينيندرا بالتنحي عن السلطة . - قالت وزارة العدل الإسرائيلية أنها ستعلن الثلاثاء المقبل رئيس الوزراء الإسرائيلي أرئيل شارون، الذي يرقد في غيبوبة مستمرة منذ ثلاثة شهور، "غير مؤهل بشكل دائم" للحكم . |     |       |      |      |
| 10 أبريل 2006 (الإثنين) | عدل | تاريخ | راقب | تصفح |

| 10 أبريل 2006 (الإثنين) | عدل | تاريخ | راقب | تصفح |

| \| 11 أبريل 2006 (الثلاثاء) \| عدل \| تاريخ \| راقب \| تصفح \| |     |       |      |      |
| - حقق ائتلاف يسار الوسط في إيطاليا الذي يتزعمه رومانو برودي فوزا "بالكاد" في الانتخابات العامة الإيطالية، حيث حصل على الأغلبية في مجلس النواب بنسبة ضئيلة للغاية وقد اشارت النتائج الأولية لفرز الأصوات في الانتخابات الإيطالية إلى تقارب مركزي كل من ائتلاف برودي وائتلاف يمين الوسط الذي يتزعمه رئيس الوزراء سيلفيو برلسكوني - وصف الرئيس الأمريكي جورج دبليو بوش الأنباء التي تحدثت عن احتمال قيام الولايات المتحدة بغارة جوية أو ضربة نووية تكتيكية ضد أهداف بإيران بانها "تكهنات جامحة" وكرر بوش القول إنه لا يريد أن تحصل إيران على أسلحة نووية أو القدرة أو المعرفة لإنتاجها، لكنه شدد على أنه يسعى إلى حل الأزمة بالطرق الدبلوماسية . - الأردن يرفض فتح حدوده أمام الفلسطينيين الفارين من العراق . - فيما يمثل خضوعا للضغوط الشديدة التي مارسها الطلاب ونقابات العمال، أعلن الرئيس الفرنسي جاك شيراك الاثنين خططا لاستبدال قانون الوظائف المثير للجدل، والذي أدى إلى سلسلة من الإضرابات والاحتجاجات واسعة النطاق في فرنسا على مدى الأسابيع الماضية . |     |       |      |      |
| 11 أبريل 2006 (الثلاثاء) | عدل | تاريخ | راقب | تصفح |

| 11 أبريل 2006 (الثلاثاء) | عدل | تاريخ | راقب | تصفح |

| \| 12 أبريل 2006 (الأربعاء) \| عدل \| تاريخ \| راقب \| تصفح \| |     |       |      |      |
| - أكد الرئيس الإيراني محمود أحمدي نجاد أن بلاده نجحت وللمرة الأولى في تخصيب اليورانيوم في منشآتها النووية لتصبح أحدث دولة في العالم تمتلك "التكنولوجيا النووية" وارتفعت أسعار النفط في تعاملات الثلاثاء، إلى 69 دولاراً للبرميل، بعد قليل من إعلان الرئيس الإيراني، محمود أحمدي نجاد، أن بلاده نجحت، لأول مرة، في تخصيب اليورانيوم، . - تستأنف اليوم الاربعاء محاكمة صدام حسين ولكن الجلسة ستستمر حوالي 10 دقائق فقط ولن يحضرها أي من المتهمين . - أعلن رئيس الوزراء العراقي المؤقت، إبراهيم الجعفري، الثلاثاء أنه لن يشارك في اجتماع لوزراء خارجية عرب يعقد في القاهرة الأربعاء، إحتجاجا على تصريح الرئيس المصري محمد حسني مبارك عن "ولاء الشيعة العراقيين لإيران" . - دعا الزعيم الليبي معمر القذافي الاثنين، اليهود والمسيحيين إلى الطواف حول الكعبة لأن "محمداً نبي لكل الناس, ليس للعرب فقط، ليس للمسلمين فقط، وإنما للعالمين" |     |       |      |      |
| 12 أبريل 2006 (الأربعاء) | عدل | تاريخ | راقب | تصفح |

| 12 أبريل 2006 (الأربعاء) | عدل | تاريخ | راقب | تصفح |

| \| 13 أبريل 2006 (الخميس) \| عدل \| تاريخ \| راقب \| تصفح \| |     |       |      |      |
| - رفض الرئيس الإيراني محمود أحمدي نجاد مجددا المطالب بوقف الأنشطة النووية لبلاده ويأتي رفض طهران تزامنا مع زيارة المدير العام للوكالة الدولية للطاقة الذرية محمد البرادعي لإجراء محادثات تهدف إلى نزع فتيل الأزمة الدولية حول الأنشطة النووية الإيرانية . - تستضيف الصين اليوم وفودا بوذية من أكثر من ثلاثين بلدا للمشاركة في المنتدى البوذي الدولي وهو أول تجمع ديني عالمي في الصين التي يحكمها الحزب الشيوعي ويزور مئات الرهبان مدينة هانجزو الشرقية في غياب الزعيم الروحي البوذي الدالاي لاما الذي لم يتلق دعوة للمشاركة . - تنامي الأصوات العسكرية الأمريكية التي تطالب وزير الدفاع الأمريكي دونالد رامسفيلد بالاستقالة حيث قال الميجر جنرال جون باتيست الذي كان قائدا للفرقة الأولى مشاة التي تمركزت في تكريت بالعراق "إن الشعب الأمريكي لم يظهر "التضحية والالتزام" المطلوبان لكسب الحرب الدائرة منذ ثلاث سنوات في العراق" - سحبت الثلاثاء، قرعة البطولة العربية الأولى لكرة القدم النسائية والتي تستضيفها مصر بمدينة الإسكندرية في الفترة من 19 وحتى 29 أبريل بمشاركة سبعة منتخبات عربية . |     |       |      |      |
| 13 أبريل 2006 (الخميس) | عدل | تاريخ | راقب | تصفح |

| 13 أبريل 2006 (الخميس) | عدل | تاريخ | راقب | تصفح |

| \| 14 أبريل 2006 (الجمعة) \| عدل \| تاريخ \| راقب \| تصفح \| |     |       |      |      |
| - قال رئيس تشاد ادريس ديبي اليوم الجمعة أنه قطع العلاقات الدبلوماسية مع السودان بعد وقوع هجمات للمتمردين، يقول انهم مدعومون من الخرطوم - تضاربت الروايات حول الهجمات التي تعرضت لها ثلاث كنائس قبطية في مدينة الإسكندرية الشمالية يوم الجمعة فبينا اعلنت السلطات المصرية مبدئيا ان ثلاثة رجال مسلحين هاجموا بالسكاكين المصلين في ثلاث كنائس قبطية أثناء اقامة قداس يوم الجمعة، عادت وقالت إن شخصا واحدا نفذ الهجمات الثلاث - كرّر الرئيس الإيراني محمود أحمدي نجاد الجمعة، تشكيكه في أن يكون اليهود تعرّضوا لمحرقة الهولوكوست. وتسائل "إذا كانت صحيحة، فلماذا يتمّ التعويض عنها بالقوة وبالقتل." واعتمد الزعماء الغربيون على تصريحات نجاد السابقة بشأن إسرائيل، في تأكيداتهم على ضرورة منع إيران من الحصول على أسلحة نووية . - أعلن ماسيمو موراتي، مالك نادي إنتر ميلان لكرة القدم الذي ينافس في دوري الدرجة الأولى في إيطاليا، أنه مستعد لبيع النادي العريق إذا تقدمت جهة مناسبة بعرض شراء . |     |       |      |      |
| 14 أبريل 2006 (الجمعة) | عدل | تاريخ | راقب | تصفح |

| 14 أبريل 2006 (الجمعة) | عدل | تاريخ | راقب | تصفح |

| \| 15 أبريل 2006 (السبت) \| عدل \| تاريخ \| راقب \| تصفح \| |     |       |      |      |
| - طمأن الرئيس الأمريكي جورج دبليو بوش وزير دفاعه دونالد رامسفيلد بأنه يحظى بدعمه الكامل في وجه الدعوات التي أطلقها ستة من الجنرالات المتقاعدين وطالبوا فيها رامسفيلد بالاستقالة - هاجم الرئيس الإيراني محمود أحمدي نجاد، الجمعة، الولايات المتحدة الأمريكية وغيرها من الدول التي وحسب رأي نجاد "تعوق التقدم العلمي والتكنولوجي في إيران"، مدافعا عن البرنامج النووي للجمهورية الإسلامية، الذي أثار جدلا واسعا في المجتمع الدولي، واصفا تصريحات وزيرة الخارجية الأمريكية كوندوليزا رايس في هذا الشأن، بأنها "عديمة الأهمية" - أغلقت عناصر مقنعة من الشرطة الفلسطينية مداخل طريق رئيسي في وسط مدينة خان يونس في قطاع غزة السبت، واقتحمت مبنى حكوميا احتجاجا على تأخر دفع رواتبهم من قبل حكومة "حماس" . - ارتفع عدد حالات الوفاة نتيجة الإصابة بالفيروس القاتل H5N1 المسبب لمرض إنفلونزا الطيور فيمصر، إلى أربع حالات، حسبما أكد وزير الصحة والسكان، حاتم الجبلي . |     |       |      |      |
| 15 أبريل 2006 (السبت) | عدل | تاريخ | راقب | تصفح |

| 15 أبريل 2006 (السبت) | عدل | تاريخ | راقب | تصفح |

| \| 16 أبريل 2006 (الأحد) \| عدل \| تاريخ \| راقب \| تصفح \| |     |       |      |      |
| - ألقت الشرطة المصرية القبض على خمسة عشر شخصا في أعقاب المواجهات التي وقعت أمس بين عدد من المسلمين والمسيحيين الأقباط في مدينة الإسكندرية . - وزير الخارجية الفلسطيني، محمود الزهار، يناقش الأزمة المالية الفلسطينية مع جامعة الدول العربية ومن المتوقع أن ينتقل الزهار بعد مصر إلى السعودية والأردن وسوريا وعدد من دول الخليج . - اتهم تسعة أشخاص بالإعداد لمحاولة اغتيال زعيم حزب الله اللبناني، حسن نصرالله، وذلك انتقاماً لعمليات قتل السنة في العراق، وفق ما أعلنه مسؤول رفيع في الحزب، في مؤشر على إمكانية انتقال العنف الطائفي في العراق إلى دول مجاورة - أعلن الاتحاد الدولي لكرة القدم "فيفا" أن الفرنسية نيلي فيينو قد تصبح أول امرأة بصفة مساعدة حكم، في نهائيات كأس العالم لكرة القدم 2006 الرجالية في حال اجتازت اختبارات الفيفا في وقت ما من هذا الشهر . |     |       |      |      |
| 16 أبريل 2006 (الأحد) | عدل | تاريخ | راقب | تصفح |

| 16 أبريل 2006 (الأحد) | عدل | تاريخ | راقب | تصفح |

| \| 17 أبريل 2006 (الإثنين) \| عدل \| تاريخ \| راقب \| تصفح \| |     |       |      |      |
| - أعلن رئيس الجمعية الوطنية العراقية عدنان الباجه جي تأجيل جلسة مقررة للمجلس "لايام قليلة" لمنح مزيد من الوقت للاطياف السياسية للاتفاق على المناصب الحكومية الرئيسية وقال السفير العراقي لدى واشنطن، إن الأزمة المتعلقة بمستقبل رئيس الوزراء العراقي الحالي إبراهيم الجعفري قد تحل خلال الأيام القليلة المقبلة وإن المرشح الرئيسي للمنصب هو المحامي علي الأديب وهو من حزب الدعوة الإسلامية - بدأ رئيس مجمع تشخيص مصلحة النظام الإيراني علي أكبر هاشمي رافسنجاني زيارة رسمية إلى الكويت بعد أيام من إعلان إيران قيامها بتخصيب اليورانيوم. ومن المتوقع أن تركز المباحثات على البرنامج النووي الإيراني الذي تشعر الكويت بالقلق حياله . - تُستأنف اليوم محاكمة صدام حسين وسبعة من أعوانه، في قضية "الدجيل" بتهمة قتل 148 شخصا في أعقاب محاولة فاشلة لاغتيال صدام حسين عام 1982 . - اقترب سعر برميل النفط من عتبة 70 دولارا في أسواق التبادل الإلكترونية في آسيا بسبب تطورات الملف النووي الإيراني فضلا عن أنباء تتعلق بنقص المخزون في الولايات المتحدة . |     |       |      |      |
| 17 أبريل 2006 (الإثنين) | عدل | تاريخ | راقب | تصفح |

| 17 أبريل 2006 (الإثنين) | عدل | تاريخ | راقب | تصفح |

| \| 18 أبريل 2006 (الثلاثاء) \| عدل \| تاريخ \| راقب \| تصفح \| |     |       |      |      |
| - أطلقت طائرة تابعة لسلاح الجو الإسرائيلي مساء الاثنين عدة صواريخ على ورشة للمعادن في قطاع غزة كرد منها على تفجير تل أبيب،مما أسفر عن وقوع أضرار بالمبنى لكنه لم يسفر عن وقوع إصابات. وقال الجيش الإسرائيلي إن الورشة، التي سبق أن استهدفها الجيش الإسرائيلي، استخدمها مسلحون فلسطينيون في صنع صواريخ يطلقونها على إسرائيل . - نشب قتال ضار بين القوات الأمريكية ومسلحين من فصائل المقاومة العراقية في مدينة الرمادي قرب مركز محافظة الأنبار غربي العراق. وقال مسؤولون أمريكيون ان القوات الأمريكية صدت هجوما شنه المسلحون بشكل متزامن باستخدام صواريخ وسيارات مفخخة وقنابل وأسلحة اوتوماتيكية على مبنى المحافظة ومركزين أمريكيين للمراقبة . - أغلق سعر النفط الاثنين عند أعلى سعر له على الإطلاق منذ عام 1981، وبلغ سعر النفط 70.40 دولارا للبرميل . - انتقدت إيران الاثنين، برنامج إسرائيل النووي، ووصفته بأنه "دليل على خمسة عقود من الخداع والتكتم." . |     |       |      |      |
| 18 أبريل 2006 (الثلاثاء) | عدل | تاريخ | راقب | تصفح |

| 18 أبريل 2006 (الثلاثاء) | عدل | تاريخ | راقب | تصفح |

| \| 19 أبريل 2006 (الأربعاء) \| عدل \| تاريخ \| راقب \| تصفح \| |     |       |      |      |
| - اعلنت الحكومة الأردنية عن الغاء زيارة وزير الخارجية الفلسطيني محمود الزهار المقررة إلى عمان بسبب اكتشاف مخابئ أسلحة تابعة لحركة حماس على الاراضي الأردنية . - استئناف محاكمة صدام حسين ومن المقرر أن تواصل المحكمة الجنائية المختصة في العراق النظر في تقرير خبراء الخطوط بشأن مضاهاة خط وتوقيع صدام حسين على وثائق منسوبة له . - شهدت سوق الأسهم السعودية تراجعا حادا، تبعتها فيه البورصات العربية الأخرى، وسط قلق متزايد بشأن تصاعد الأزمة النووية بين الغرب وإيران المجاورة لدول الخليج . - أخفق مسؤولون بارزون من الدول الخمس دائمة العضوية في مجلس الأمن وألمانيا في التوصل إلى اتفاق بشأن تسوية الخلافات حول كيفية كبح برنامج إيران النووي، وذلك في اجتماعهم الذي انعقد الثلاثاء في العاصمة الروسية، موسكو |     |       |      |      |
| 19 أبريل 2006 (الأربعاء) | عدل | تاريخ | راقب | تصفح |

| 19 أبريل 2006 (الأربعاء) | عدل | تاريخ | راقب | تصفح |

| \| 20 أبريل 2006 (الخميس) \| عدل \| تاريخ \| راقب \| تصفح \| |     |       |      |      |
| - نشرت الحكومة الأمريكية أول قائمة تتضمن أسماء وجنسيات المعتقلين في سجن جوانتانامو في كوبا وشملت القائمة أسماء 558 معتقلا القت القوات المسلحة الأمريكية القبض عليهم في الايام الأولى لما تصفه واشنطن بالحرب على الإرهاب للاشتباه بانتمائهم إلى تنظيم القاعدة أو حركة طالبان - ضمّ وزير الخارجية السعودي الامير سعود الفيصل صوته إلى الاصوات المحذرة من أن العراق يعيش حالة حرب اهلية وقال الفيصل ان العنف بين السنة والشيعة يمكن ان يعبر الحدود إلى الدول المجاورة ويعم المنطقة بأسرها. وتأتي تصريحاته بعد تحذيرات مشابهة للرئيس المصري محمد حسني مبارك اطلقها قبل نحو عشرة ايام - أصدرت اللجنة التشريعية الخاصة بالتحقيق في حادث غرق العبارة المصرية "عبارة السلام 98" تقريراً حملت فيه الحكومة المصرية إلى جانب مالك العبارة، مسؤولية غرقها في البحر الأحمر في فبراير الماضي، مما أدى إلى غرق أكثر من ألف من ركابها، إضافة إلى أفراد طاقمها، ومعظمهم من المصريين - نفت حركة المقاومة الإسلامية "حماس" الأربعاء اتهامات أردنية بأنها تخزّن أسلحة في البلاد، مشيرة إلى أنها تأتي كمبرر لإلغاء زيارة لوزير الخارجية الفلسطيني، العضو في حركة حماس، محمود الزهار لعمّان ووصفت الحركة هذه الاتهامات بأنها "مفبركة" و"زائفة" كي لا يتم استقبال الزهار |     |       |      |      |
| 20 أبريل 2006 (الخميس) | عدل | تاريخ | راقب | تصفح |

| 20 أبريل 2006 (الخميس) | عدل | تاريخ | راقب | تصفح |

| \| 21 أبريل 2006 (الجمعة) \| عدل \| تاريخ \| راقب \| تصفح \| |     |       |      |      |
| - في أول زيارة للزعيم الصيني هو جينتاو للولايات المتحدة حث الرئيس الأمريكي جورج دبليو بوش نظيره الصيني على اتخاذ المزيد من الاجراءات لتقليص العجز التجاري بين الصين والولايات المتحدة، وعلى انتهاج خط متشدد ازاء إيران وكوريا الشمالية . - من المقرر أن يعقد الكتلة الشيعية في البرلمان العراقي اليوم اجتماعا لاختيار مرشح جديد لمنصب رئيس الحكومة بدلا من إبراهيم الجعفري في محاولة لإنهاء الأزمة السياسية المستمرة منذ 4 أشهر في العراق . - هزّ زلزال منطقة غير كثيفة السكّان في كمشاتكا بروسيا وتم تقدير قوة الزلزال بحوالي 7.7 درجة على مقياس ريختر . - تجدد نزول المتظاهرين المعادين للملكية إلى شوارع كاتماندو في النيبال بعد قليل من انتهاء فترة حظر فرضتها الحكومة . |     |       |      |      |
| 21 أبريل 2006 (الجمعة) | عدل | تاريخ | راقب | تصفح |

| 21 أبريل 2006 (الجمعة) | عدل | تاريخ | راقب | تصفح |

| \| 22 أبريل 2006 (السبت) \| عدل \| تاريخ \| راقب \| تصفح \| |     |       |      |      |
| - تعقد الجمعية الوطنية العراقية اجتماعا اليوم للنظر في ترشيح جواد المالكي لمنصب رئيس الحكومة خلفا لرئيس الوزراء العراقي المنتهية ولايته إبراهيم الجعفري الذي أعلن امس استعداده لقبول ما يقرره الكتلة الشيعية في البرلمان . - قفزت أسعار النفط إلى أرقام قياسية، في نهاية التعاملات ليوم الجمعة، في بورصة نيويورك، حيث سجلت أعلى من 75 دولاراً، في الوقت الذي تواصلت فيه المخاوف من أن يؤدي استمرار أسعار النفط في الارتفاع إلى حدوث أزمة عالمية في إمدادات الطاقة - في تحول بارز إزاء تطورات الأزمة السياسية والاضطرابات العنيفة التي تكتنف نيبال منذ نحو أسبوعين، تعهد ملك البلاد جيانندرا، الجمعة، بإعادة السلطة للشعب والتنازل عن سلطاته المطلقة - تعادل فريقا سيدات الجزائر والمغرب بدون أهداف، في المباراة التي أقيمت بينهما الجمعة، في إطار مباريات الدور الأول للمجموعة الثانية ضمن مباريات البطولة العربية لكرة القدم النسائية، التي تستضيفها مدينة الإسكندرية المصرية على ساحل البحر المتوسط |     |       |      |      |
| 22 أبريل 2006 (السبت) | عدل | تاريخ | راقب | تصفح |

| 22 أبريل 2006 (السبت) | عدل | تاريخ | راقب | تصفح |

| \| 23 أبريل 2006 (الأحد) \| عدل \| تاريخ \| راقب \| تصفح \| |     |       |      |      |
| - الجيش الأمريكي يعلن عن مقتل 5 من جنوده في العراق و 5 قتلى في بغداد نتيجة قصف بقذيفة هاون استهدف وزارة الدفاع العراقية في المنطقة الخضراء في بغداد وجواد المالكي يعلن عن رغبته في تشكيل حكومة شاملة تمثل كافة أطياف المجتمع العراقي بغض النظر عن الانتماءات الطائفية أو العرقية - عقد ممثلون عن حركة فتح وحماس في قطاع غزة مباحثات لاحتواء التوتر بين أنصارهما واتفق مندوبو الجانبين على أن يلتقي الرئيس الفلسطيني مع رئيس الحكومة إسماعيل هنية حال عودة محمود عباس من الخارج لحل القضايا العالقة . - دعا الرئيس الأمريكي جورج دبليو بوش إلى الإسراع قدر الإمكان من أجل التوسع في استخدام السيارات التي تعمل بالهيدروجين، للخروج من أزمة الطاقة التي يشهدها العالم حالياً، والتي تسببت في ارتفاع أسعار النفط إلى أرقام قياسية . - أعلن مسؤول عسكري بارز أن تركيا أرسلت نحو 40 ألف جندي إلى جنوب شرق البلاد بعد الغارات المكثفة التي يشنها حزب العمال الكردستاني انطلاقا من شمال العراق . |     |       |      |      |
| 23 أبريل 2006 (الأحد) | عدل | تاريخ | راقب | تصفح |

| 23 أبريل 2006 (الأحد) | عدل | تاريخ | راقب | تصفح |

| \| 24 أبريل 2006 (الإثنين) \| عدل \| تاريخ \| راقب \| تصفح \| |     |       |      |      |
| - نأت الحكومة السودانية وحركة حماس بنفسيهما عن التصريحات التي وردت في تسجيل صوتي نسب إلى أسامة بن لادن وقال بن لادن في التسجيل إن تحرك الغرب لعزل الحكومة الفلسطينية بقيادة حماس يعني أنه "في حرب ضد الإسلام" كما انتقد تدخل الغرب في السودان وقال انه أيضا جزء من "الحملة الصليبية" . - استؤنفت في بغداد محاكمة صدام حسين وسبعة من معاونيه في قضية مقتل مئة وثمانية واربعين شخصا في الدجيل عام 1982 - قال متحدث باسم وزارة الخارجية الإيرانية إن بلاده لن تتراجع عن المضي قدما في برنامجها النووي وأكد المتحدث إن بلاده عازمة على "عدم التخلي عن حقها في إنتاج الطاقة النووية"، مشيرا إلى أن الأجندة الإيرانية في هذا الصدد "لا تشمل أنشطة مشبوهة لتصنيع أسلحة نووية" . - وعدت جامعة الدول العربية الأحد بتحويل مبلغ 50 مليون دولار إلى الحكومة الفلسطينية التي تقودها حركة المقاومة الإسلامية "حماس" والحكومة السعودية تعهدت بإرسال 20 مليون دولار للسلطة الفلسطينية التي تواجه مأزقاً مالياً حاداً . |     |       |      |      |
| 24 أبريل 2006 (الإثنين) | عدل | تاريخ | راقب | تصفح |

| 24 أبريل 2006 (الإثنين) | عدل | تاريخ | راقب | تصفح |

| \| 25 أبريل 2006 (الثلاثاء) \| عدل \| تاريخ \| راقب \| تصفح \| |     |       |      |      |
| - نشر موقع على شبكة الإنترنت اليوم الثلاثاء ما قال إنه تسجيل فيديو نادر يحمل رسالة من المتشدد الأردني المولد، أبو مصعب الزرقاوي، المطلوب عن دورة في عمليات خطف وقتل وتفجير بالعراق - تواصل السلطات المصرية التحقيق في الانفجارات الثلاثة التي هزت مدينة دهب المطلة على خليج العقبة يوم الاثنين وتسببت في مقتل 18 شخصا وقال مسؤولون ان ثلاثة من الاجانب من بين القتلى وان 62 شخصا اصيبوا من جراء الهجمات - أكدت مصادر بالأمم المتحدة أن رئيس لجنة التحقيق الدولية في اغتيال رئيس الوزراء اللبناني الأسبق، رفيق الحريري، التقى الثلاثاء بالرئيس السوري، بشار الأسد، لبحث ملابسات قضية الاغتيال . - تصاعدت حدة التوتر بين الأردن وحركة المقاومة الإسلامية "حماس" في أعقاب تصريحات الناطق الرسمي باسم الحكومة الأردنية، ناصر جودة، الثلاثاء، والتي قال فيها إنه تم مؤخراً القبض على عناصر من الحركة لها نشاطات تتعلق بتهريب أسلحة للأردن من دولة مجاورة . |     |       |      |      |
| 25 أبريل 2006 (الثلاثاء) | عدل | تاريخ | راقب | تصفح |

| 25 أبريل 2006 (الثلاثاء) | عدل | تاريخ | راقب | تصفح |

| \| 26 أبريل 2006 (الأربعاء) \| عدل \| تاريخ \| راقب \| تصفح \| |     |       |      |      |
| - اصدر الرئيس الأمريكي جورج دبليو بوش يوم الاربعاء امرا بتجميد اموال كل من يظهر انه على علاقة باغتيال رئيس الحكومة اللبناني السابق رفيق الحريري وقال بوش ان "امر تجميد اموال كل من يظهر انه على علاقة باغتيال الحريري ستلحقه خطوات اضافية تجاه بعض تصرفات الحكومة السورية" . - وصلت وزيرة الخارجية الأمريكية كوندوليزا رايس إلى بغداد بشكل مفاجيء، في زيارة تزامنت مع زيارة مفاجئة أخرى يقوم بها نظيرها في الدفاع دونالد رامسفلد للتعبير عن الدعم الأمريكي للقيادة العراقية الجديدة وقد التقى الوزيران الأمريكيان مع رئيس الوزراء العراقي الجديد جواد المالكي - قال مصدر حكومي مصري إن انتحاريين لقيا مصرعهما خلال محاولتين لاستهداف القوات المتعددة الجنسيات ومركزا للشرطة في سيناء - حقق منتخب تونس لكرة القدم للسيدات فوزا عريضا على نظيره السوري بـ10 أهداف دون مقابل في ختام مباريات الدور الأول من نهائيات البطولة العربية الأولى لسيدات كرة القدم، في الإسكندرية . |     |       |      |      |
| 26 أبريل 2006 (الأربعاء) | عدل | تاريخ | راقب | تصفح |

| 26 أبريل 2006 (الأربعاء) | عدل | تاريخ | راقب | تصفح |

| \| 28 أبريل 2006 (الجمعة) \| عدل \| تاريخ \| راقب \| تصفح \| |     |       |      |      |
| - طالب الرئيس الفرنسي جاك شيراك أعضاء الاتحاد الأوروبي والدول الغربية الأخرى بمعاودة تقديم المساعدات للسلطة الفلسطينية وقال شيراك بعد اجتماعه بالرئيس الفلسطيني محمود عباس إنه يجب استمرار المساعدات لأسباب إنسانية وسياسية على السواء . - أعلن الجيش الأمريكي ان أكثر من ثلاثين شخصا أغلبهم من المسلحين قتلوا أثناء القتال في محافظة ديالى العراقية ومن ناحية أخرى، دعا المرجع الشيعي علي السيستاني الحكومة العراقية وجواد المالكي إلى حل كافة الميليشيات المسلحة العاملة في البلاد - يقدم مدير الوكالة الدولية للطاقة الذرية، محمد البرادعي، الجمعة تقريراً إلى مجلس الأمن بشأن إيران، من المرجح أن يشير إلى رفض إيران تعليق أنشطة تخصيب اليورانيوم، ويبحث فرض عقوبات على البلاد . - أُطلق سراح مدير مكتب قناة الجزيرة بالقاهرة، حسين عبد الغني، الخميس بكفالة قدرها 1745 دولارا، وذلك في أعقاب اعتقاله فجرا، واتهامه ببث أخبار كاذبة، نقلا عن قناة الجزيرة الفضائية التي تبث من العاصمة القطرية الدوحة . |     |       |      |      |
| 28 أبريل 2006 (الجمعة) | عدل | تاريخ | راقب | تصفح |

| 28 أبريل 2006 (الجمعة) | عدل | تاريخ | راقب | تصفح |

| \| 29 أبريل 2006 (السبت) \| عدل \| تاريخ \| راقب \| تصفح \| |     |       |      |      |
| - وجه الجيش الأمريكي اتهامات إلى المقدم ستيفن جوردان تتعلق بالإساءة إلى سجناء وممارسة التعذيب بحقهم في سجن أبو غريب في العراق ويعد الضابط المتهم أرفع رتبة عسكرية في الجيش الأمريكي توجه إليها اتهامات بارتكاب جرائم ذات صلة بفضيحة سجن أبو غريب . - قال الرجل الثاني في تنظيم القاعدة أيمن الظواهري في شريط فيديو جديد ان المقاتلين في العراق قد "قصموا ظهر الجيش الأمريكي." واثنى الظواهري في الشريط "العمليات الاستشهادية" التي ينفذها تنظيم القاعدة في العراق، وجاء في الشريط ان القاعدة نفذت 800 عملية انتحارية . - تسلّم أعضاء مجلس الأمن تقريرا من المدير العام للوكالة الدولية للطاقة الذرية محمد البرادعي، الجمعة، بشأن تطورات الملف النووي الإيراني وخلص التقرير إلى أنّ إيران لم تتجاوب مع مطالب مجلس الأمن بتعليق تخصيب اليورانيوم . - تأهل كل من المنتخبين المغربي والجزائري إلى المباراة النهائية لكأس العرب النسائية لكرة القدم بفوزيهما في نصف النهائي على المنتخبين المصري والتونسي ويلعب المنتخبان المصري والتونسي مباراة تحديد صاحب المركز الثالث في رفع ستار المباراة النهائية السبت على ملعب الإسكندر الأكبر بالإسكندرية . |     |       |      |      |
| 29 أبريل 2006 (السبت) | عدل | تاريخ | راقب | تصفح |

| 29 أبريل 2006 (السبت) | عدل | تاريخ | راقب | تصفح |

| \| 30 أبريل 2006 (الأحد) \| عدل \| تاريخ \| راقب \| تصفح \| |     |       |      |      |
| - مدد البرلمان المصري العمل بقانون الطوارئ لمدة عامين آخرين وذلك بعد أن تقدم رئيس الحكومة المصرية أحمد نظيف بطلب في هذا الصدد خلال الجلسة التي عقدها المجلس اليوم ورفض 91 نائبا أغلبهم ينتمون إلى جماعة الأخوان المسلمين على مد العمل بالقانون بينما وافق منهم 287 على مد العمل بقانون الطوارئ المفروضة منذ قرابة 25 عاما . - قالت الحكومة السودانية إنها مستعدة لتوقيع اتفاق سلام لانهاء الحرب الأهلية في دارفوروتطالب مسودة الاتفاقية بتحويل 300 مليون دولار من الخرطوم إلى دارفور لمرة واحدة، وبعد ذلك منح دارفور 200 مليون سنويا . - عزا محللون اقتصاديون أحد عوامل الارتفاع الحاد الذي تشهده أسعار النفط عالمياً إلى تراجع معدلات الإنتاج العراقي إلى أدنى مستوياته منذ غزو العراق 2003 حيث فشل قطاع النفط العراقي، كلياً، حتى في الوصول إلى معدلات الإنتاج المتدنية خلال التسعينات إبان الفترة التي رزح فيها تحت الحظر الدولي الصارم - فاز منتخب الجزائر لكرة القدم النسائية بكأس أول بطولة عربية للسيدات، عقب تغلبه على نظيره المغربي بهدف دون مقابل، في المباراة النهائية التي أُقيمت السبت على استاد الإسكندرية، بمصر |     |       |      |      |
| 30 أبريل 2006 (الأحد) | عدل | تاريخ | راقب | تصفح |

| 30 أبريل 2006 (الأحد) | عدل | تاريخ | راقب | تصفح |